# Lucia Traversa
Lucia Traversa (Roma, 31 de mayo de 1965) es una deportista italiana que compitió en esgrima, especialista en la modalidad de florete.
Participó en dos Juegos Olímpicos de Verano, obteniendo una medalla de plata en Seúl 1988, en la prueba por equipos (junto con Francesca Bortolozzi, Annapia Gandolfi, Dorina Vaccaroni y Margherita Zalaffi), y el cuarto lugar en Los Ángeles 1984, en la misma prueba.
Ganó dos medallas en el Campeonato Mundial de Esgrima, oro en 1990 y plata 1986, y una medalla de bronce en el Campeonato Europeo de Esgrima de 1991.

## Palmarés internacional
| Juegos Olímpicos   | Juegos Olímpicos     | Juegos Olímpicos  | Juegos Olímpicos    |
| Año                | Lugar                | Medalla           | Prueba              |
| ------------------ | -------------------- | ----------------- | ------------------- |
| 1988               | Seúl (Corea del Sur) | Medalla de plata  | Florete por equipos |
| Campeonato Mundial |                      |                   |                     |
| Año                | Lugar                | Medalla           | Prueba              |
| 1986               | Sofía (Bulgaria)     | Medalla de plata  | Florete por equipos |
| 1990               | Lyon (Francia)       | Medalla de oro    | Florete por equipos |
| Campeonato Europeo |                      |                   |                     |
| Año                | Lugar                | Medalla           | Prueba              |
| 1991               | Viena (Austria)      | Medalla de bronce | Florete individual  |